# Bouquet de la mariée

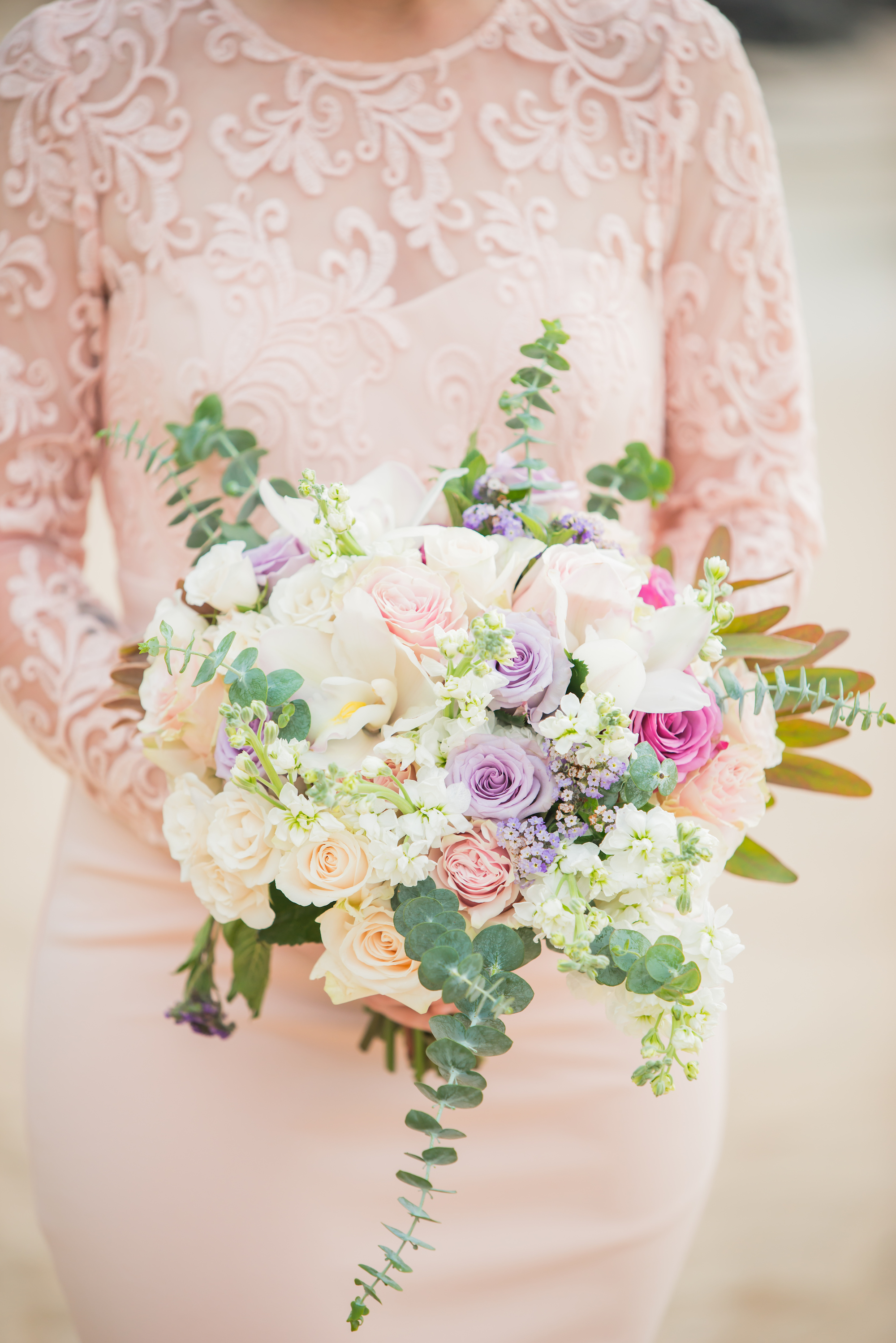
Bouquet de mariage tenue par la mariée lors de ses noces

Le bouquet de la mariée ou bouquet de mariage est une composition florale en bouquet, portée par la mariée le jour de ses noces. Dans de nombreux pays, notamment occidentaux, la tradition demande à ce qu'après la cérémonie de mariage, la mariée procède à un lancer de bouquet, de dos, en direction d'un groupe d'invitées féminines célibataires afin de porter chance à celle qui l'attrapera.

## Définition et présentation
Tradition d'origine anglo-saxonne, la mariée tient un bouquet à son arrivée dans le lieu où est célébré le mariage, la demoiselle d'honneur tenant ce bouquet durant la cérémonie. Après le mariage, la mariée le jette par-dessus son épaule et la tradition veut que celle qui attrape le bouquet est la prochaine sur la liste des mariées

## Historique

### Bouquet de mariage
Durant l'Antiquité romaine, la mariée s'ornait d'un bouquet composé d’herbes aromatiques afin de chasser les mauvais esprits le jour de son mariage, favorisant ainsi un rôle protecteur pour la nouvelle union. Lors des périodes historiques suivantes, le bouquet d'herbes s'est transformé en un bouquet essentiellement composé de fleurs.
Traditionnellement, dès le Moyen âge, les futures épouses confectionnaient des bouquets garnis de fleurs d'oranger, symbole de la pureté, pour le jour de leur mariage. Puis au XVIe siècle, les hommes avaient pour coutume de courir derrière la mariée pour essayer d'attraper son bouquet. À la fin de la Première Guerre mondiale, les mariés disposaient le bouquet de mariage sur un coussin en velours recouvert d'une cloche en verre permettant ainsi de conserver le bouquet intact durant l'union des deux amoureux.

### Lancer de bouquet

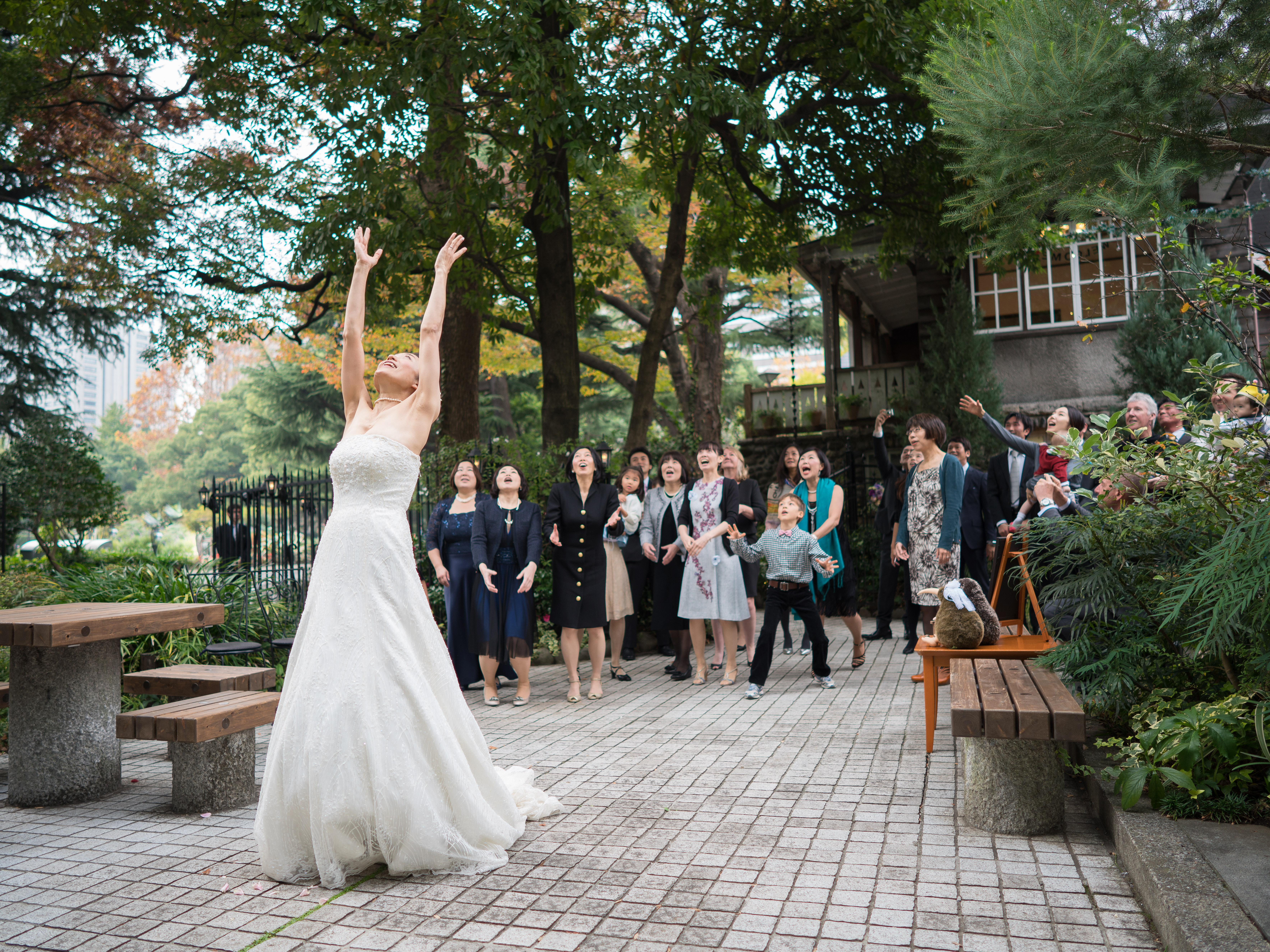
Lancer de bouquet au Japon en 2015

La tradition du lancer de bouquet actuelle date probablement d'une tradition anglaise durant les années 1800 (bouquet toss), mais son origine sous d'autres formes est encore plus ancienne.
Avant cette période, il était considéré comme une bonne chance de toucher la mariée le jour de son mariage, notamment pour les filles célibataires qui espéraient trouver un époux. Certaines de ces femmes allaient même jusqu’à tenter de ramener chez elles des morceaux de la robe de mariée lorsque celle-ci passait devant elles. Afin d'éviter que sa robe soit abimée, la mariée lançait souvent son bouquet de fleurs puis elle courait. La tradition du lancer de bouquet a perduré au fil des ans dans un sens plus convivial.